# James Hampton
James Wade Hampton (Oklahoma City, 9 luglio 1936 – Fort Worth, 7 aprile 2021) è stato un attore statunitense.

## Biografia
Figlio dei due proprietari di un lavaggio a secco, nel 2002 sposò l'attrice Mary Deese. Hampton è morto nel 2021 per le complicazioni della malattia di Parkinson, che lo affliggeva da tempo.

## Filmografia parziale

### Cinema
- Soldato blu (Soldier Blue), regia di Ralph Nelson (1970)
- Quella sporca ultima meta (The Longest Yard), regia di Robert Aldrich (1974)
- Un uomo da buttare (W.W. and the Dixie Dancekings), regia di John G. Avildsen (1975)
- Mackintosh and T.J., regia di Marvin J. Chomsky (1975)
- Un gioco estremamente pericoloso (Hustle), regia di Robert Aldrich (1975)
- Il gatto venuto dallo spazio (The Cat from Outer Space), regia di Norman Tokar (1978)
- Sindrome cinese (The China Syndrome), regia di James Bridges (1979)
- Condorman, regia di Charles Jarrott (1981)
- Voglia di vincere (Teen Wolf), regia di Rod Daniel (1985)
- Voglia di vincere 2 (Teen Wolf Too), regia di Christopher Leitch (1987)
- Scuola di polizia 5 - Destinazione Miami (Police Academy 5: Assignment: Miami Beach), regia di Alan Myerson (1988)
- Lama tagliente (Sling Blade), regia di Billy Bob Thornton (1996)
- Il soffio dell'inferno (Fire from Below), regia di Andrew Stevens e Jim Wynorski (2009)

### Televisione
- Gli uomini della prateria (Rawhide) – serie TV, episodio 7x26 (1965)
- I forti di Forte Coraggio (F Troop) – serie TV, 65 episodi (1965-1967)
- Cimarron Strip – serie TV, episodio 1x06 (1967)
- Hazzard (The Dukes of Hazzard) – serie TV, episodio 2x20 (1980)
- La signora in giallo (Murder, She Wrote) – serie TV, episodi 1x04-2x13 (1984-1986)
- Melrose Place – serie TV, episodio 3x02 (1994)

## Doppiatori italiani
- Pino Colizzi in Soldato blu
- Sandro Iovino in Quella sporca ultima meta
- Sergio Fiorentini in Sindrome cinese
- Romano Ghini in Voglia di vincere
- Oreste Lionello in Scuola di polizia 5 - Destinazione Miami
- Carlo Valli in Lama tagliente